# Polo aquático nos Jogos Olímpicos de Verão de 1924
O torneio de Pólo aquático nos Jogos Olímpicos de Verão de 1924 foi realizado em Paris, França.

## Masculino
| Ouro | Prata | Bronze |
| França Paul Dujardin Henri Padou Georges Rigal Albert Delborgies Noel Delberghe Robert Desmettre Albert Mayaud | Bélgica Gérard Blitz Maurice Blitz Albert Durant Joseph De Combe Joseph Pletincx Joseph Cludts Georges Fleurix Paul Gailly Pierre Dewin Jules Thiry Pierre Vermetten | Estados Unidos Arthur Austin Frederick Lauer Clarence Michell John Bayes Norton Wallace O'Connor Herbert Vollmer George Schroth Johnny Weissmuller |

### Primeira fase
| 13 de julho    |     |                |
| Suécia         | 7–2 | Itália         |
| Hungria        | 7–6 | Reino Unido    |
| França         | 3–1 | Estados Unidos |
| 14 de julho    |     |                |
| Países Baixos  | 7–0 | Suíça          |
| Checoslováquia | 7–1 | Grécia         |

A Áustria desistiu da competição e a Irlanda, que deveria medir-se com os autríacos, avançou direto as quartas de final.

### Quartas de final
| 15 de julho    |     |               |
| Suécia         | 9–0 | Espanha       |
| Checoslováquia | 4–2 | Irlanda       |
| Bélgica        | 7–2 | Hungria       |
| França         | 6–3 | Países Baixos |

### Semifinal
| 16 de julho |     |                |
| Bélgica     | 5–1 | Checoslováquia |
| França      | 4–2 | Suécia         |

### Final
| 17 de julho |     |         |
| França      | 3–0 | Bélgica |

## Repescagem

### Primeira rodada
| 18 de julho    |     |                |
| Estados Unidos | 4–2 | Países Baixos  |
| Bélgica        | 4–3 | Suécia         |
| Hungria        | 7–0 | Checoslováquia |

### Segunda rodada
| 19 de julho |     |                 |
| Bélgica     | 2–1 | Estados Unidos¹ |
| Suécia      | 4–1 | Hungria         |

¹ Após o jogo, a equipe dos Estados Unidos protestou alegando irregularidades no time belga que ficaria com a medalha de prata. O comitê de apelação dos Jogos de 1924 decidiu que uma nova partida fosse realizada, definido-se de vez o medalhista de prata.

### Terceira rodada
| 20 de julho    |     |                |
| Bélgica        | 2–0 | Estados Unidos |
| Estados Unidos | 3–2 | Suécia         |